# Antoni z Weert

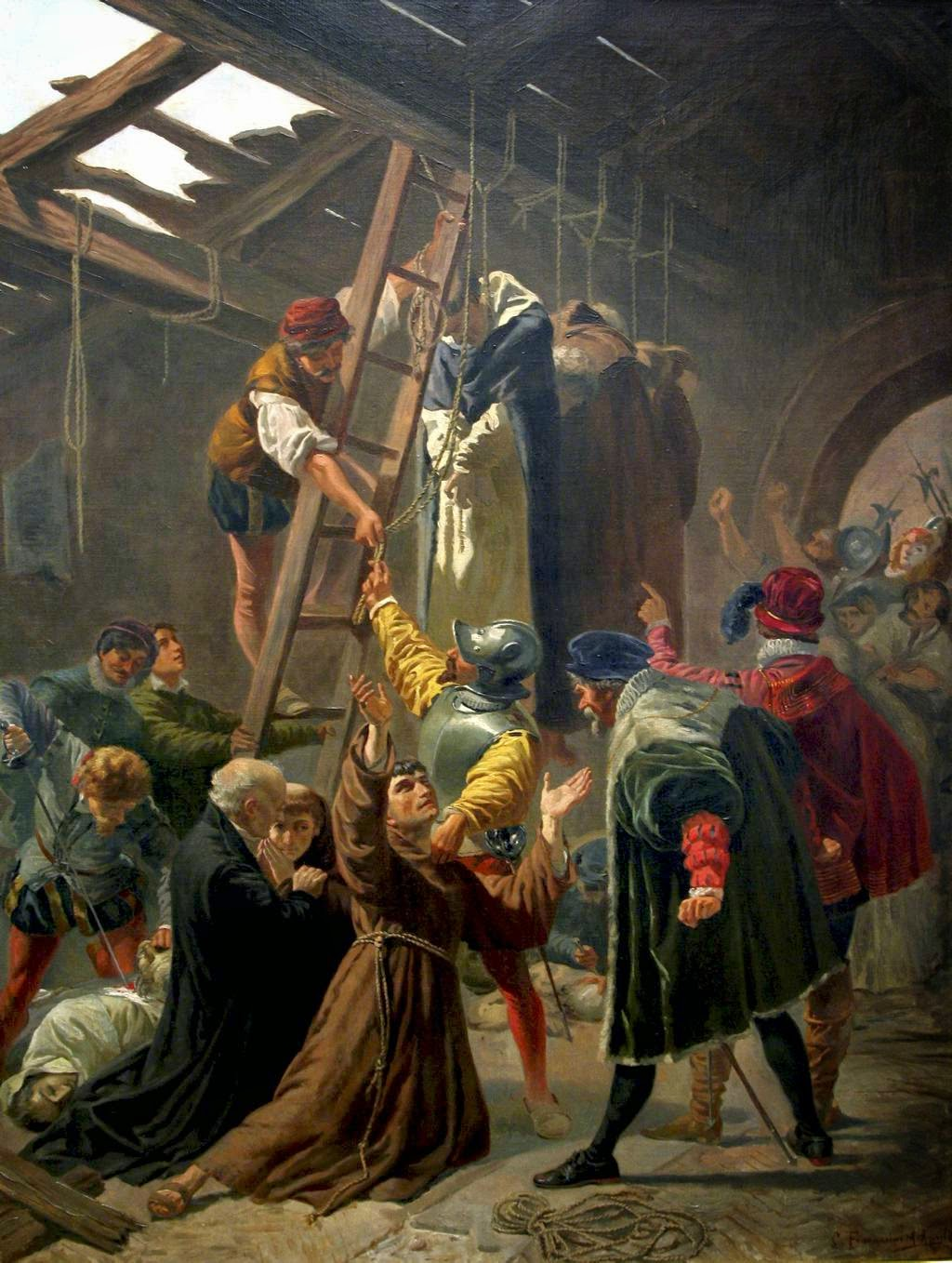

Antoni z Weert (ur. 1522 w Weert w Holandii, zm. 9 lipca 1572 w Brielle) – kapłan franciszkanin, męczennik, święty Kościoła katolickiego, jeden z Męczenników z Gorkum.
Urodził się w miasteczku Weert w hrabstwie Horn w północnej Holandii. Po ukończeniu studiów filozoficznych i teologicznych przyjął święcenia kapłańskie. Razem ze swoim krajanem Hieronimem z Weert głosił kazania do ludu, zwracając szczególną uwagę na wyjaśnianie prawd wiary katolickiej, które potępiane były przez kalwinistów.
Gdy w 1572 w Niderlandach władzę przejęli kalwińscy gezowie, występujący przeciwko hiszpańskim Habsburgom, aresztowano franciszkanów z Gorkum i kilku innych duchownych katolickich. Chciano ich torturami zmusić do odstąpienia od katolicyzmu. Następnie przewieziono ich do Brielle, gdzie ponieśli śmierć męczeńską 9 lipca 1572. Zbrodnia miała miejsce w spichlerzu przy klasztorze św. Elżbiety, byłej siedzibie augustianów. Ciała zabitych zostały przez gezów poćwiartowane. W nocy z 10 na 11 lipca wrzucono je do dwóch wykopanych dołów i zasypano.
Męczennik został kanonizowany 29 czerwca 1867 przez papieża Piusa IX. Męczennicy z Gorkum, wśród nich św. Antoni z Weert, czczeni są w liturgii Kościoła katolickiego 9 lipca, przede wszystkim w kościołach i parafiach franciszkańskich.